# Гейденгайн, Рудольф
Рудольф Петер Генрих Гейденгайн (нем. Rudolf Peter Henrich Heidenhain; 21 января 1834, Мариенвердер — 13 октября 1897, Бреслау) — немецкий физиолог и гистолог.
Член Германской академии естествоиспытателей «Леопольдина» (1873), иностранный член Лондонского королевского общества (1897).

## Биография
Родился 21 января 1834 года в Мариенвердере в еврейской семье. С 1850 по 1852 г учился в Кёнигсбергском университете, в 1853 году учился в Галльском университете и в 1854 году учился в Берлинском университете. В 1854—1857 годах преподавал в Берлинском университете, в 1857—1859 годах — в Галльском университете. С 1859 года профессор Бреславльского университета (с 1871 по 1872 год занимал должность ректора).
Скончался 13 октября 1897 года в Бреслау.

### Личная жизнь
Сын Рудольфа Гейденгайна Мартин пошёл по стопам отца, став гистологом и анатомом.

## Научные работы
Основные научные работы посвящены общей физиологии и электрофизиологии.
- Открыл тормозящее влияние раздражения определённых точек коры больших полушарий головного мозга на скелетную мускулатуру.
- Зарегистрировал выделение тепла при одиночном мышечном сокращении и обнаружил зависимость теплообразования в мышцах от кровообращения, нагрузки, интенсивности раздражения и т. д.
- Установил активную роль почечного эпителия в мочеобразовании и роль ряда клеточных элементов организма — в лимфообразовании и всасывании из кишок.
- Предложил метод изолированного желудочка, усовершенствованный позднее И. П. Павловым, что открыло новые возможности для исследования физиологии пищеварения.
- Показал, что пепсин и соляная кислота выделяются различными железистыми клетками желудка.
- 1878 — Доказал двойную инервацию пищеварительных желез секреторными и трофическими нервами.
- 1886 — Автор работы «Руководство по физиологии».